# Troféu Zamora
O Troféu Zamora (em espanhol, Trofeo Zamora) é uma prêmio entregue ao final de cada temporada da La Liga pelo jornal espanhol Marca ao goleiro com menos gols sofridos no campeonato.
O nome do prêmio é uma homenagem ao lendário goleiro espanhol Ricardo Zamora, que foi o primeiro vencedor do prêmio, na temporada 1928-29. O recordista com menos gols sofridos é Liaño, do Deportivo La Coruña, na temporada 1993-94, sofrendo apenas 18 gols em 38 jogos, assim como Jan Oblak, do Atlético de Madrid, na temporada 2015-16.

## Vencedores
| Temporada                                                                     | Jogador               | Equipe              | Partidas jogadas | Gols sofridos | Média |
| ----------------------------------------------------------------------------- | --------------------- | ------------------- | ---------------- | ------------- | ----- |
| 1929                                                                          | Ricardo Zamora        | Espanyol            | 15               | 24            | 1.60  |
| 1929–30                                                                       | Gregorio Blasco       | Athletic Bilbao     | 15               | 20            | 1.33  |
| 1930–31                                                                       | Tomás Zarraonaindia   | Arenas Getxo        | 14               | 27            | 1.92  |
| 1931–32                                                                       | Ricardo Zamora        | Real Madrid         | 17               | 15            | 0.88  |
| 1932–33                                                                       | Ricardo Zamora        | Real Madrid         | 18               | 17            | 0.94  |
| 1933–34                                                                       | Gregorio Blasco       | Athletic Bilbao     | 14               | 21            | 1.50  |
| 1934–35                                                                       | Urquiaga              | Betis               | 21               | 19            | 1.90  |
| 1935–36                                                                       | Gregorio Blasco       | Athletic Bilbao     | 21               | 30            | 1.47  |
| Entre 1936 e 1939, o prêmio não foi entregue devido a Guerra Civil Espanhola. |                       |                     |                  |               |       |
| 1939–40                                                                       | Tabales               | Atlético de Madrid  | 21               | 29            | 1.38  |
| 1940–41                                                                       | José María Echevarría | Athletic Bilbao     | 18               | 21            | 1.16  |
| 1941–42                                                                       | Juan Acuña            | Deportivo La Coruña | 26               | 37            | 1.42  |
| 1942–43                                                                       | Juan Acuña            | Deportivo La Coruña | 25               | 31            | 1.24  |
| 1943–44                                                                       | Eizaguirre            | Valencia            | 26               | 32            | 1.23  |
| 1944–45                                                                       | Eizaguirre            | Valencia            | 22               | 28            | 1.27  |
| 1945–46                                                                       | Bañón                 | Real Madrid         | 25               | 29            | 1.16  |
| 1946–47                                                                       | Raimundo Lezama       | Athletic Bilbao     | 23               | 29            | 1.26  |
| 1947–48                                                                       | Juan Velasco          | Barcelona           | 26               | 31            | 1.19  |
| 1948–49                                                                       | Marcel Domingo        | Atlético de Madrid  | 24               | 28            | 1.16  |
| 1949–50                                                                       | Juan Acuña            | Deportivo La Coruña | 22               | 29            | 1.31  |
| 1950–51                                                                       | Juan Acuña            | Deportivo La Coruña | 26               | 36            | 1.38  |
| 1951–52                                                                       | Antoni Ramallets      | Barcelona           | 28               | 40            | 1.42  |
| 1952–53                                                                       | Marcel Domingo        | Espanyol            | 27               | 34            | 1.25  |
| 1953–54                                                                       | Otero                 | Deportivo La Coruña | 25               | 35            | 1.4   |
| 1954–55                                                                       | Juan Alonso           | Real Madrid         | 24               | 24            | 1.00  |
| 1955–56                                                                       | Antoni Ramallets      | Barcelona           | 29               | 24            | 0.82  |
| 1956–57                                                                       | Antoni Ramallets      | Barcelona           | 29               | 35            | 1.20  |
| 1957–58                                                                       | Goyo                  | Valencia            | 28               | 28            | 1.00  |
| 1958–59                                                                       | Antoni Ramallets      | Barcelona           | 28               | 23            | 0.82  |
| 1959–60                                                                       | Antoni Ramallets      | Barcelona           | 27               | 24            | 0.88  |
| 1960–61                                                                       | José Vicente          | Real Madrid         | 30               | 25            | 0.83  |
| 1961–62                                                                       | José Araquistáin      | Real Madrid         | 25               | 19            | 0.76  |
| 1962–63                                                                       | José Vicente          | Real Madrid         | 27               | 26            | 0.96  |
| 1963–64                                                                       | José Vicente          | Real Madrid         | 15               | 10            | 0.66  |
| 1964–65                                                                       | Antonio Betancort     | Real Madrid         | 24               | 15            | 0.62  |
| 1965–66                                                                       | Pesudo                | Barcelona           | 22               | 15            | 0.68  |
| 1966–67                                                                       | Antonio Betancort     | Real Madrid         | 22               | 15            | 0.68  |
| 1967–68                                                                       | Junquera              | Real Madrid         | 22               | 19            | 0.86  |
| 1968–69                                                                       | Sadurní               | Barcelona           | 30               | 18            | 0.60  |
| 1969–70                                                                       | Iríbar                | Athletic Bilbao     | 30               | 20            | 0.66  |
| 1970–71                                                                       | Angel Abelardo        | Valencia            | 30               | 19            | 0.63  |
| 1971–72                                                                       | Deusto                | Málaga              | 28               | 17            | 0.60  |
| 1972–73                                                                       | Miguel Reina          | Barcelona           | 34               | 21            | 0.66  |
| 1973–74                                                                       | Sadurní               | Barcelona           | 30               | 22            | 0.73  |
| 1974–75                                                                       | Sadurní               | Barcelona           | 24               | 19            | 0.79  |
| 1975–76                                                                       | Miguel Ángel          | Real Madrid         | 32               | 23            | 0.71  |
| 1976–77                                                                       | Miguel Reina          | Atlético de Madrid  | 30               | 29            | 0.96  |
| 1977–78                                                                       | Pedro María Artola    | Barcelona           | 28               | 23            | 0.82  |
| 1978–79                                                                       | Manzanedo             | Valencia            | 25               | 26            | 1.04  |
| 1979–80                                                                       | Arconada              | Real Sociedad       | 34               | 20            | 0.58  |
| 1980–81                                                                       | Arconada              | Real Sociedad       | 34               | 29            | 0.85  |
| 1981–82                                                                       | Arconada              | Real Sociedad       | 34               | 33            | 0.97  |
| 1982–83                                                                       | Agustín               | Real Madrid         | 29               | 22            | 0.75  |
| 1983–84                                                                       | Urruti                | Barcelona           | 33               | 26            | 0.78  |
| 1984–85                                                                       | Ablanedo              | Sporting de Gijón   | 33               | 22            | 0.66  |
| 1985–86                                                                       | Ablanedo              | Sporting de Gijón   | 34               | 27            | 0.79  |
| 1986–87                                                                       | Zubizarreta           | Barcelona           | 43               | 29            | 0.67  |
| 1987–88                                                                       | Francisco Buyo        | Real Madrid         | 35               | 23            | 0.65  |
| 1988–89                                                                       | Ochotorena            | Valencia            | 37               | 25            | 0.67  |
| 1989–90                                                                       | Ablanedo              | Sporting de Gijón   | 31               | 25            | 0.80  |
| 1990–91                                                                       | Abel Resino           | Atlético de Madrid  | 33               | 17            | 0.51  |
| 1991–92                                                                       | Francisco Buyo        | Real Madrid         | 35               | 27            | 0.77  |
| 1992–93                                                                       | Francisco Liaño       | Deportivo La Coruña | 37               | 31            | 0.83  |
| 1992–93                                                                       | Santiago Cañizares    | Celta de Vigo       | 36               | 30            | 0.83  |
| 1993–94                                                                       | Francisco Liaño       | Deportivo La Coruña | 38               | 18            | 0.47  |
| 1994–95                                                                       | Pedro Jaro            | Betis               | 38               | 25            | 0.65  |
| 1995–96                                                                       | José Francisco Molina | Atlético de Madrid  | 42               | 32            | 0.76  |
| 1996–97                                                                       | Jacques Songo'o       | Deportivo La Coruña | 37               | 28            | 0.76  |
| 1997–98                                                                       | Toni Jiménez          | Espanyol            | 37               | 31            | 0.84  |
| 1998–99                                                                       | Carlos Roa            | Mallorca            | 35               | 29            | 0.83  |
| 1999–00                                                                       | Martín Herrera        | Alavés              | 38               | 37            | 0.97  |
| 2000–01                                                                       | Santiago Cañizares    | Valencia            | 37               | 34            | 0.92  |
| 2001–02                                                                       | Santiago Cañizares    | Valencia            | 31               | 23            | 0.74  |
| 2002–03                                                                       | Pablo Cavallero       | Celta de Vigo       | 34               | 27            | 0.79  |
| 2003–04                                                                       | Santiago Cañizares    | Valencia            | 37               | 25            | 0.68  |
| 2004–05                                                                       | Víctor Valdés         | Barcelona           | 35               | 25            | 0.71  |
| 2005–06                                                                       | José Pinto            | Celta de Vigo       | 36               | 28            | 0.78  |
| 2006–07                                                                       | Roberto Abbondanzieri | Getafe              | 37               | 30            | 0.81  |
| 2007–08                                                                       | Iker Casillas         | Real Madrid         | 36               | 32            | 0.89  |
| 2008–09                                                                       | Víctor Valdés         | Barcelona           | 35               | 31            | 0.89  |
| 2009–10                                                                       | Víctor Valdés         | Barcelona           | 38               | 24            | 0.63  |
| 2010–11                                                                       | Víctor Valdés         | Barcelona           | 32               | 16            | 0.50  |
| 2011–12                                                                       | Víctor Valdés         | Barcelona           | 35               | 28            | 0.80  |
| 2012–13                                                                       | Thibaut Courtois      | Atlético de Madrid  | 37               | 29            | 0.78  |
| 2013–14                                                                       | Thibaut Courtois      | Atlético de Madrid  | 37               | 24            | 0.65  |
| 2014–15                                                                       | Claudio Bravo         | Barcelona           | 37               | 19            | 0.51  |
| 2015–16                                                                       | Jan Oblak             | Atlético de Madrid  | 38               | 18            | 0.47  |
| 2016–17                                                                       | Jan Oblak             | Atlético de Madrid  | 29               | 21            | 0.72  |
| 2017–18                                                                       | Jan Oblak             | Atlético de Madrid  | 37               | 22            | 0.59  |
| 2018–19                                                                       | Jan Oblak             | Atlético de Madrid  | 37               | 27            | 0.73  |
| 2019–20                                                                       | Thibaut Courtois      | Real Madrid         | 34               | 20            | 0.59  |
| 2020–21                                                                       | Jan Oblak             | Atlético de Madrid  | 38               | 25            | 0.66  |
| 2021–22                                                                       | Yassine Bounou        | Sevilla             | 31               | 24            | 0.77  |